# Blasi
Blasi, també Blaci, o Blatti (en llatí Blasius, Blatius o Blattius) va ser un dels caps de Salàpia a la Pulla.
L'any 210 aC va entregar la ciutat als romans juntament amb una forta guarnició cartaginesa que estava estacionada allí. Es va imposar així al seu rival local Altí Dasi (Dasius) que donava suport als cartaginesos. Els autors antics es contradiuen quan expliquen els fets. En parlen Apià, Titus Livi i Valeri Màxim.